# Perizoma baptopennis
Perizoma baptopennis là một loài bướm đêm trong họ Geometridae.